# Werner Kienitz
Werner Kienitz (3 juin 1885 à Kallies - 31 décembre 1959 à Hambourg) est un General der Infanterie allemand qui a servi au sein de la Heer dans la Wehrmacht pendant la Seconde Guerre mondiale.
Il a été récipiendaire de la Croix de chevalier de la Croix de fer. Cette décoration est attribuée pour récompenser un acte d'une extrême bravoure sur le champ de bataille ou un commandement militaire avec succès.

## Biographie
Kienitz rejoint le 11 mars 1904 le 64e régiment d'infanterie à Prenzlau en tant que porte-drapeau et est nommé enseigne le 18 octobre 1904. Le 18 août 1905, il est promu lieutenant et, en tant que tel, Kienitz est nommé adjudant du régiment à partir du 1er octobre 1912. C'est dans cette fonction qu'il est promu lieutenant le 18 février 1913. 
Werner Kienitz est capturé en 1945 par les troupes britanniques et est libéré en 1948.

## Promotions
| Fahnenjunker           | 11 mars 1904     |
| Fähnrich               | 18 octobre 1904  |
| Leutnant               | 18 août 1905     |
| Oberleutnant           | 18 février 1913  |
| Hauptmann              | 24 décembre 1914 |
| Major                  | 1er février 1925 |
| Oberstleutnant         | 1er octobre 1929 |
| Oberst                 | 1er avril 1932   |
| Generalmajor           | 1er mars 1935    |
| Generalleutnant        | 1er avril 1937   |
| General der Infanterie | 1er avril 1938   |

## Décorations
- Croix de fer (1914)
  - 2e Classe
  - 1re Classe
- Croix de chevalier de l'Ordre royal de Hohenzollern avec glaives
- Ordre du Mérite militaire (Bavière), 4e Classe avec glaives
- Croix d'honneur
- Médaille de l'Anschluss
- Médaille des Sudètes avec barrette du château de Prague
- Agrafe de la Croix de fer (1939)
  - 2e Classe
  - 1re Classe
- Médaille de service de la Wehrmacht 3e à 1re Classe
- Croix du mérite de guerre avec glaives
  - 2e Classe
  - 1re Classe
- Croix allemande en Argent (22 avril 1945)
- Croix de chevalier de la Croix de fer
  - Croix de chevalier le 31 août 1941 en tant que General der Infanterie et commandant du XVII. Armeekorps[1]